# Kroenleinia grusonii
Kroenleinia, monotipski rod kaktusa iz sjeveroistočnog Meksika. Jedina je vrsta K. grusonii, sin.: Echinocactus grusonii, jedan je od najraširenijih kaktusa na jugozapadu Amerike. Popularan je zbog svojih zlatno-žutih bodlji, koje izgledaju atraktivno i nakon nekoliko godina. Mladi Echinocactus se često može kupiti u vrtnim centrima.

## Cvjetovi:
K. grusonii ima 4-5 cm duge žute cvjetove koji nastaju u ožujku i travnju. Cvjetovi nastaju jedino ako je kaktus izložen dovoljno suncu. Cvjetove nije lako za primijetiti jer su mali u odnosu na kaktus i izgube se u spektru boja koje ovaj kaktus ima.

## O uzgoju
- Preporučena temperatura:  Dan 11-24°C,Noć: 9-12°C
- Tolerancija hladnoće:  do -10°C na kratko vrijeme
- Minimalna temperatura: 12°C
- Izloženost suncu: cijeli dan
- Porijeklo: Meksiko,otkriven u divljini
- Opis: cilindričan, sporo raste, naraste 90 cm u visinu i 90 cm u širinu
- Potrebnost vode: u ljeti treba biti velikodušan s davanjem vode

## Galerija
- Echinicactus grusonii
- Echinocactus grusonii inermis
- Trnje
- Cvijet
- Voće
- Sjemenke

## Sinonimi
- Echinocactus corynacanthus Scheidw.
- Echinocactus galeottii Scheidw.
- Echinocactus grusonii Hildm.